# Флоренция (провинция)
Флоре́нция (итал. Provincia di Firenze) — упразднённая провинция Италии (регион Тоскана). Существовала до 31 декабря 2014 года (включительно). С 1 января 2015 года территория провинции образует метрополитенский город Флоренция.

## География
Площадь провинции 3514 км², население более 980 тыс. жителей.
Большая часть провинции лежит в долине реки Арно, занимаемая пригородами Флоренции. Северо-восточная часть провинции, расположенная в Апеннинах, не подверглась урбанизации и этой судьбы избежала.
Граничит на севере с регионом Эмилия-Романья (провинции
Болонья , Форли-Чезена и Равенна), на юго-востоке с Ареццо, на
юге с провинцией Сиена, на западе — с провинциями Пиза, Лукка,
Пистойя и Прато.
Коммуна города Флоренции является одновременно административным центром провинции и региона Тосканы.

## История
Провинция Флоренция является наследницей префектуры Тосканского герцогства, впервые образованной в 1848 году. После объединения Италии в 1860 году был создан флорентийский район (оказавшийся больше размеров префектуры герцогства). В 1865 году на основании закона № 2248 (от 20 марта 1865 года) в Италии созданы провинции, в том числе и Флоренция, и коммуны (муниципалитеты) с выборными советами (под председательством королевского префекта).
С установлением фашистского режима в 1922 году советы заменяются специальными комиссиями, а с 1928 года власть в провинциях переходит к директору и ректорам (4−8 человек), назначаемых министром внутренних дел. Такой порядок действовал до падения режима 11 августа 1944 года. В годы фашизма провинция претерпела неоднократные территориальные изменения.
Наконец, в 1992 году, из провинции выделены коммуны Прато, Кантагалла,Карминьяно, Монтемурло, Поджо-а-Кайано, Ваяно и Вернио, из которых была образована провинция Прато.
Также см. Флорентийская республика.